# Titidius dubitatus
Titidius dubitatus là một loài nhện trong họ Thomisidae.
Loài này thuộc chi Titidius. Titidius dubitatus được Ilka Maria Fernandes Soares & Ilka Maria Fernandes Soares miêu tả năm 1946.